# Leichtathletik-Weltmeisterschaften 2017/Teilnehmer (Thailand)
| Gelbes Symbol für Goldmedaillen mit stilisierten Olympischen Ringen | Graues Symbol für Silbermedaillen mit stilisierten Olympischen Ringen | Braundes Symbol für Bronzemedaillen mit stilisierten Olympischen Ringen |
| ------------------------------------------------------------------- | --------------------------------------------------------------------- | ----------------------------------------------------------------------- |
| —                                                                   | —                                                                     | —                                                                       |

Von Thailand wurden eine Athletin und ein Athlet für die Weltmeisterschaften in London nominiert.

## Ergebnisse

### Frauen

#### Sprung/Wurf
| Athletin          | Disziplin  | Qualifikation | Qualifikation | Finale             | Finale             |
| Athletin          | Disziplin  | Weite/Höhe    | Platz         | Weite/Höhe         | Platz              |
| ----------------- | ---------- | ------------- | ------------- | ------------------ | ------------------ |
| Subenrat Iinsaeng | Diskuswurf | 55,16 m       | 26            | nicht qualifiziert | nicht qualifiziert |

### Männer

#### Zehnkampf
| Athlet             | Disziplin | 100 m   | Weitsprung | Kugelstoßen | Hochsprung | 400 m | 110 m Hürden | Diskuswurf | Stabhochsprung | Speerwurf | 1500 m | Punkte | Platz |
| ------------------ | --------- | ------- | ---------- | ----------- | ---------- | ----- | ------------ | ---------- | -------------- | --------- | ------ | ------ | ----- |
| Sutthisak Singkhon | Ergebnis  | 11,16 s | 7,65 m     | 13,34 m     | DNS        | DNS   | −            | −          | −              | −         | −      | DNF    | −     |
| Sutthisak Singkhon | Punkte    | 825     | 972        | 688         | 0          | 0     | −            | −          | −              | −         | −      | DNF    | −     |